# Nuoto ai XIX Giochi del Mediterraneo - 50 metri farfalla maschili
La gara dei 50 metri farfalla maschili ai XIX Giochi del Mediterraneo si è svolta il 1º luglio 2022. Al mattino si sono svolte le batterie, mentre la finale si è disputata nel pomeriggio.

## Podio
| Pos. | Atleta            | Nazione    |
| ---- | ----------------- | ---------- |
|      | Diogo Ribeiro     | Portogallo |
|      | Matteo Rivolta    | Italia     |
|      | Kristián Goloméev | Grecia     |

## Record
Prima della manifestazione il record del mondo (RM) e il record dei Giochi del Mediterraneo (RG) erano i seguenti.
|  | 22"27 | Andrij Hovorov | 1º luglio 2018 Roma   |
|  | 23"50 | Ivan Lenđer    | 24 giugno 2013 Mersin |

Durante la competizione è stato migliorato il seguente record:
|  | 23"38 | Diogo Ribeiro |

## Risultati

### Batterie
| Pos. | Batteria | Corsia | Atleta             | Nazionalità | Tempo | Note |
| ---- | -------- | ------ | ------------------ | ----------- | ----- | ---- |
| 1    | 1        | 4      | Kristián Goloméev  | Grecia      | 23"70 | Q    |
| 2    | 2        | 6      | Mario Mollà        | Spagna      | 23"81 | Q    |
| 3    | 2        | 3      | Matteo Rivolta     | Italia      | 23"89 | Q    |
| 4    | 3        | 4      | Diogo Ribeiro      | Portogallo  | 24"03 | Q    |
| 5    | 1        | 5      | Stergios Bilas     | Grecia      | 24"05 | Q    |
| 6    | 1        | 6      | Hüseyin Emre Sakçı | Turchia     | 24"08 | Q    |
| 7    | 3        | 3      | Julien Berol       | Francia     | 24"09 | Q    |
| 8    | 3        | 6      | Jaouad Syoud       | Algeria     | 24"15 | Q    |
| 9    | 2        | 4      | Miguel Nascimento  | Portogallo  | 24"20 |      |
| 10   | 3        | 5      | Ümit Can Güreş     | Turchia     | 24"25 |      |
| 11   | 1        | 3      | Gianluca Andolfi   | Italia      | 24"26 |      |
| 12   | 1        | 7      | Tomàs Lomero       | Andorra     | 24"47 |      |
| 13   | 2        | 5      | Sergueï Comte      | Francia     | 24"57 |      |
| 14   | 3        | 2      | Đurde Matić        | Serbia      | 24"66 |      |
| 15   | 2        | 2      | Miguel Martínez    | Spagna      | 24"89 |      |
| 16   | 3        | 7      | Youcef Bouzouia    | Algeria     | 25"11 |      |
| 17   | 1        | 2      | Alessandro Rebosio | San Marino  | 26"26 |      |
| 18   | 2        | 7      | Alush Telaku       | Kosovo      | 26"74 |      |
| 19   | 3        | 1      | Drini Ujkashej     | Albania     | 29"88 |      |

### Finale
| Pos. | Corsia | Atleta             | Nazionalità | Tempo | Note |
| ---- | ------ | ------------------ | ----------- | ----- | ---- |
|      | 6      | Diogo Ribeiro      | Portogallo  | 23"38 |      |
|      | 3      | Matteo Rivolta     | Italia      | 23"59 |      |
|      | 4      | Kristián Goloméev  | Grecia      | 23"61 |      |
| 4    | 5      | Mario Mollà        | Spagna      | 23"70 |      |
| 5    | 2      | Stergios Bilas     | Grecia      | 23"71 |      |
| 6    | 1      | Julien Berol       | Francia     | 23"87 |      |
| 7    | 7      | Hüseyin Emre Sakçı | Turchia     | 23"96 |      |
| 8    | 8      | Jaouad Syoud       | Algeria     | 24"27 |      |